# Michael Halliday
Michael Alexander Kirkwood Halliday (13. dubna 1925, Leeds – 15. dubna 2018, Sydney) byl britsko-australský jazykovědec. Vystudoval čínštinu a literaturu na Londýnské univerzitě a později lingvistiku na univerzitě v Pekingu a na Cambridgeské univerzitě, kde získal roku 1955 titul Ph.D.. Je známý díky svému novému přístupu k lingvistice, který nese název systémová funkční gramatika (systemic functional grammar, FSG).

## Život
Halliday prožil dětství v Anglii. Jeho rodiče v něm od dětství podporovali vášeň k jazyku – matka Winifred Hallidayová studovala francouzštinu a otec Wilfred Halliday byl dialektologem, básníkem a učitelem angličtiny, který zbožňoval gramatiku a alžbětinské divadlo. Michael Halliday se v rámci dobrovolné vojenské služby zúčastnil kurzů cizích jazyků. Byl vybrán pro studium čínštiny, protože uměl výborně rozlišovat jednotlivé tóny. Po osmnáctiměsíčním kurzu čínštiny strávil rok v Indii jako spolupracovník zpravodajských služeb, kde aktivně využil své znalosti tohoto jazyka. Když se v roce 1945 vrátil z války, začal vyučovat čínštinu v Londýně. Čínštinu (přesněji čínský jazyk a literaturu) pak vystudoval skrze program University of London přímo v Číně. Poté tam zůstal ještě tři roky a pokračoval v postgraduálním studiu lingvistiky na tamních univerzitách. Nakonec se vrátil na Cambridgeskou univerzitu, kde studoval na doktorát pod vedením Gustava Hallama a později i J. R. Firtha, doktorská studia zde dokončil v roce 1955. Dlouho se zabýval výukou jazyka a po několika letech zkoncipoval svou teorii funkční gramatiky. Ta staví na poznatcích jeho britského učitele J. R. Firtha a opírá se také o strukturalistický přístup Pražského lingvistického kroužku. Klíčové principy svého modelu Halliday zveřejnil v odborném článku z roku 1961.
Halliday zahájil svou akademickou kariéru jako vyučující čínštiny na pozici assistant lecturer (britská obdoba českého odborného asistenta) na Cambridgeské univerzitě, kde přednášel v letech 1954–1958. V roce 1958 se přestěhoval do Edinburghu, kde byl nejprve vyučujícím obecné lingvistiky na pozici asistenta a v roce 1960 se vypracoval na pozici reader (obdoba českého docenta). Zde také potkal Ruqaiyu Hasanovou, svou manželku a dlouholetou partnerku v profesním i osobním životě. Později, v letech 1963–65 pracoval na University College London (UCL) jako vedoucí instituce Communication Research Centre. Poté tam až do roku 1971 pracoval jako profesor lingvistiky. V letech 1972–73 pobýval na Stanfordově univerzitě v USA a vyučoval na institutu pro behaviorální studia. Následující rok vyučoval také na University of Illinois. V roce 1974 se nakrátko vrátil do Velké Británie a přednášel lingvistiku na univerzitě v Essexu (University of Essex). O dva roky později se přestěhoval do Austrálie a na Sydneyské univerzitě založil oddělení lingvistiky. Během života v Austrálii také přispěl k výzkumu v oblasti pedagogiky jazyka – v roce 1979 uspořádal na univerzitě konferenci, kde prezentoval svůj teoretický rámec a přístup označovaný jako Sydney school.
M. A. K. Halliday se věnoval mnoha podoblastem jazykovědy, zabýval se teorií i praxí, zejména propojením základních teoretických principů jazykovědy s praktickým vzděláváním. V roce 1987 mu udělily titul emeritního profesora dvě významné australské univerzity – Sydneyská univerzita a Macquarie University v Sydney. Je nositelem čestných doktorátů z University of Birmingham (1987) a dále také z univerzit v Yorku, Aténách, čínském Ling-nanu a Pekingu.
Na Sydneyské univerzitě zůstal až do roku 1987, kdy odešel na odpočinek. Dožil a zemřel v domě s pečovatelskou službou v Manly na předměstí Sydney.

## Publikace
- Seznam děl v Souborném katalogu ČR, jejichž autorem nebo tématem je Michael Halliday
- The linguistic sciences and language teaching
- System and function in language
- A course in spoken English – intonation
- Learning how to mean – explorations in the development of language
- Cohesion in English
- Language as social semiotic – The social interpretation of language and meaning
- Explorations in the Functions of Language
- An introduction to functional grammar